# وایتیان
وایتیان(نام علمی: Whiteiidae) نام یک تیره از راسته تهی‌خار است.